# Hylozoismus
Hylozoismus (řec. ὕλη, hýlē = látka, hmota a ζωή, zoé = život) je filozofický názor, že veškerá hmota je živá, schopná pociťování. Za hylozoismus se označuje především učení starořecké mílétské školy, ale setkáváme se s ním i v učení stoiků, v panteismu, u Diderota. Je to pokus vyložit vznik organického světa z přírody samé.

## Historie
Termín „hylozoismus" pochází ze 17. století, poprvé byl užit v pracích Ralpha Cudwortha.
Vlastními představiteli hylozoismu (ovšem později za ně označeni) byli filozofové mílétské školy (Thalés, Anaximandros, Anaximenés), kteří pokládali oživenou pralátku za základ, z něhož povstalo všechno jsoucno. Thalés konkrétně vnímal vše kolem sebe za rostoucí, živé, „plné daimonů“, tedy bohů nebo božských sil. Duše je tak spojena s vesmírem a tím působí všude a ve všem. Duše se pohybuje kdykoli a sama od sebe; duše, život, pohyb a bohové, to vše ve vnímání splývá v jedno. Dále je hylozoistický panteismus zjevný např. v učení Anaxiména, který za pralátku, z níž vznikl svět, považoval vzduch, jenž je zároveň silou, která vše oživuje. Za blízké hylozoismu je označováno i učení Empedokla a Herakleita.
Dle naturalistického panteismu stoiků je veškerá skutečnost jednotná a vše, co existuje, je tělesné. Tato tělesnost se projevuje ve dvojí formě, pasivní a aktivní; aktivní formou je tělesné pneuma, žhavý dech, který všechno prostupuje, vnitřní princip života všeho jsoucího. Vesmír je živoucím organismem, mimo něj nic neexistuje. Tato stoická teorie oživené hmoty bývá považována za formu hylozoismu.
Hylozoismus se znovu objevuje v období renesance, např. v dílech Bernardina Telesia a Giordana Bruna. Prvky hylozoismu lze nalézt i v koncepcích, které atributy hmoty a ducha považují za projevy jediné substance, např. v panteistickém monismu Barucha Spinozy.
Ve francouzské filozofii 18. století je za hylozoistu označován Jean Baptiste René Robinet (1735–1820), který ztotožnil pohyb s organičností a veškerou hmotu považoval za aktivní, živou. Organické funkce, tj. výživu, růst, rozmnožování, citlivost, připisoval i rostlinám, kovům, minerálům, prvkům ohně, vzduchu, vody a země. Také nebeská tělesa považoval za živá těla.
Přední encyklopedista Denis Diderot se ve svých pracích postupně odvracel od deismu k hylozoistickému materialismu. Snaha vysvětlit původ vědomí jej přivedla k předpokladu všeobecné citlivosti hmoty (u různých částí v různé míře). Svět považoval za komplexního a oduševnělého živočicha. Diderot pro svou filozofii odmítal termín panteismus, neboť Bůh podle něho není ani přírodou, ani v přírodě.
V 19. století se k hylozoismu klonil biolog a propagátor evoluční teorie Ernst Haeckel. Hmota je podle něj oduševnělá již ve svých nejjednodušších formách, a příroda je tudíž ve všech svých podobách v zásadě živá.